# Principato abbaziale di Kempten
L'abbazia di Kempten (Fürstäbtliche rezidenz von Kempten) fu un monastero benedettino con sede a Kempten in Baviera, nella diocesi di Augusta. L’abate deteneva il 55º seggio del Reichstag, ma era stato dichiarato persona non gradita in città, in quanto questa era passata al luteranesimo e si autogovernava come città imperiale.

## Storia

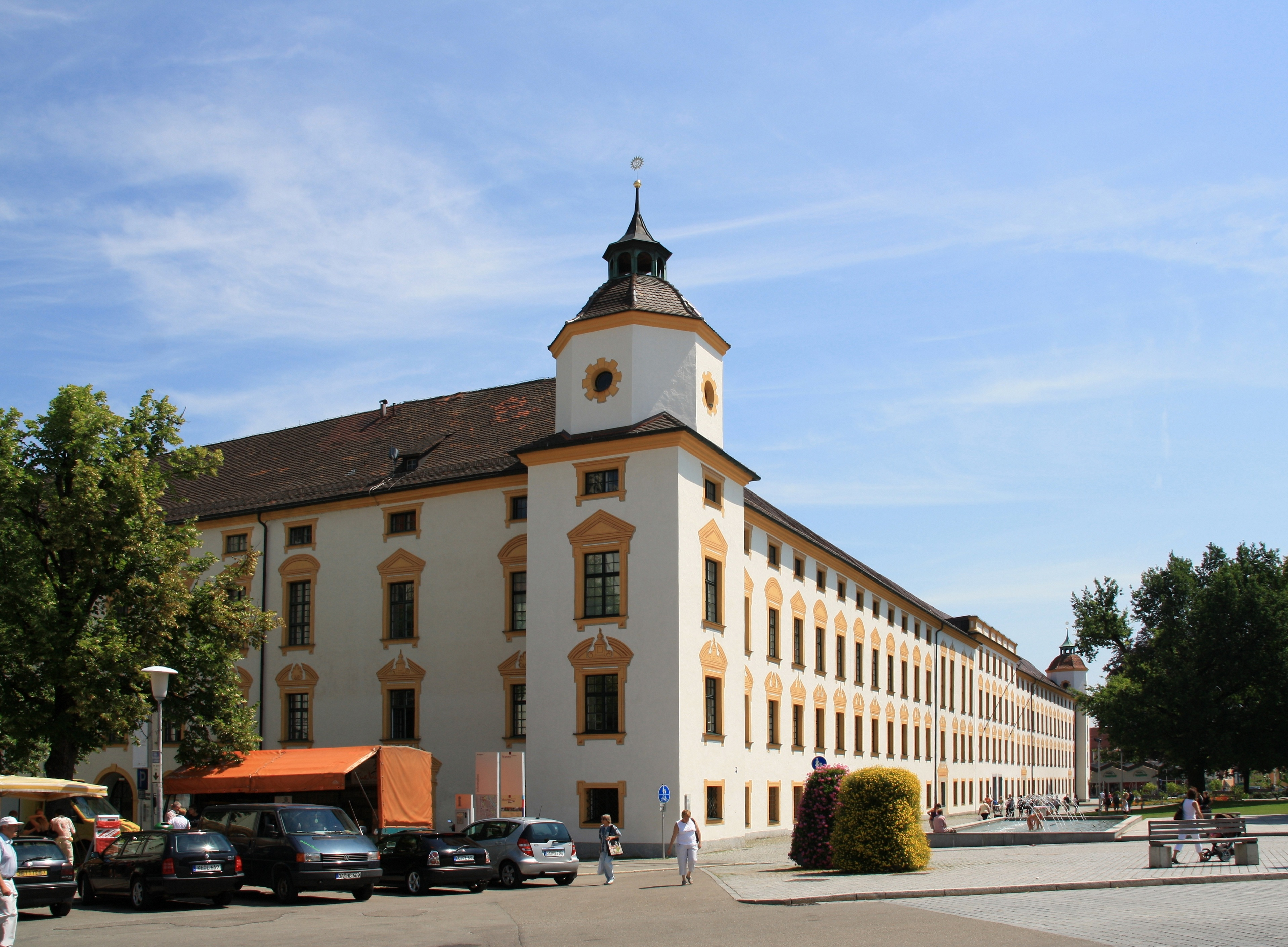
L'ex abbazia benedettina

Nel 752, per volontà di Audogar, venne creato un monastero dedicato a Santa Maria, San Gordiano e Sant'Epimaco.
Essa ottenne la concessione di immediatezza imperiale nel 1062 per merito dell'imperatore Enrico IV, mentre fu poi l'imperatore Carlo IV a concedere all'abate il titolo di principe del Sacro Romano Impero. Sino alla dissoluzione nel 1803 esso era il secondo monastero per estensione nell'area della Svevia dell'est.
La storia dei principi-abati fu perennemente imperniata attorno al villaggio e poi città di Kempten, sulla quale essi tennero sovranità a partire dal 1289. I contrasti si intensificarono però dal 1525 quando la città aderì al protestantesimo e riuscì a convertire anche l'abbazia a questo credo a partire dal 1527.
Nel 1803, come si è già detto, in seno alla secolarizzazione tedesca, il monastero venne chiuso. A questo atto, 94 dipinti che facevano parte della collezione del monastero pervennero alla collezione d'arte di Monaco di Baviera e gli archivi abbaziali vennero trasferiti all'archivio generale, sempre a Monaco. Una parte della grande biblioteca andò ad Augusta e una parte venne donata all'abbazia di Metten.
La chiesa abbaziale ebbe il ruolo di chiesa parrocchiale di Kempten.

## Abati di Kempten
- Audogar I 773-796
- Theothun 796-8 ?
- Agapetus von Harthorn 8 ?-817
- Totto I 817-840
- Erkenbert Möringer 840-854
- Konrad I von Kalbsangst 854-857
- Gerung Amberger 857-862
- Ringrim 862-865
- Caroman 865-867
- Lantfried I von Hattenweil 867-876
- Salomon 876-888
- Waldo von Freising 889-892
- Friedrich I Gremlich von Ochsenbach 892-910
- Burkhard I Rizner von Hattenhofen 910-927
- Theobald I Preitfelder von Aichstetten 927-928
- Adalbert I Landfuhrer von Sulgau 928-930
- Irminhard 930
- Agilolf 930-940

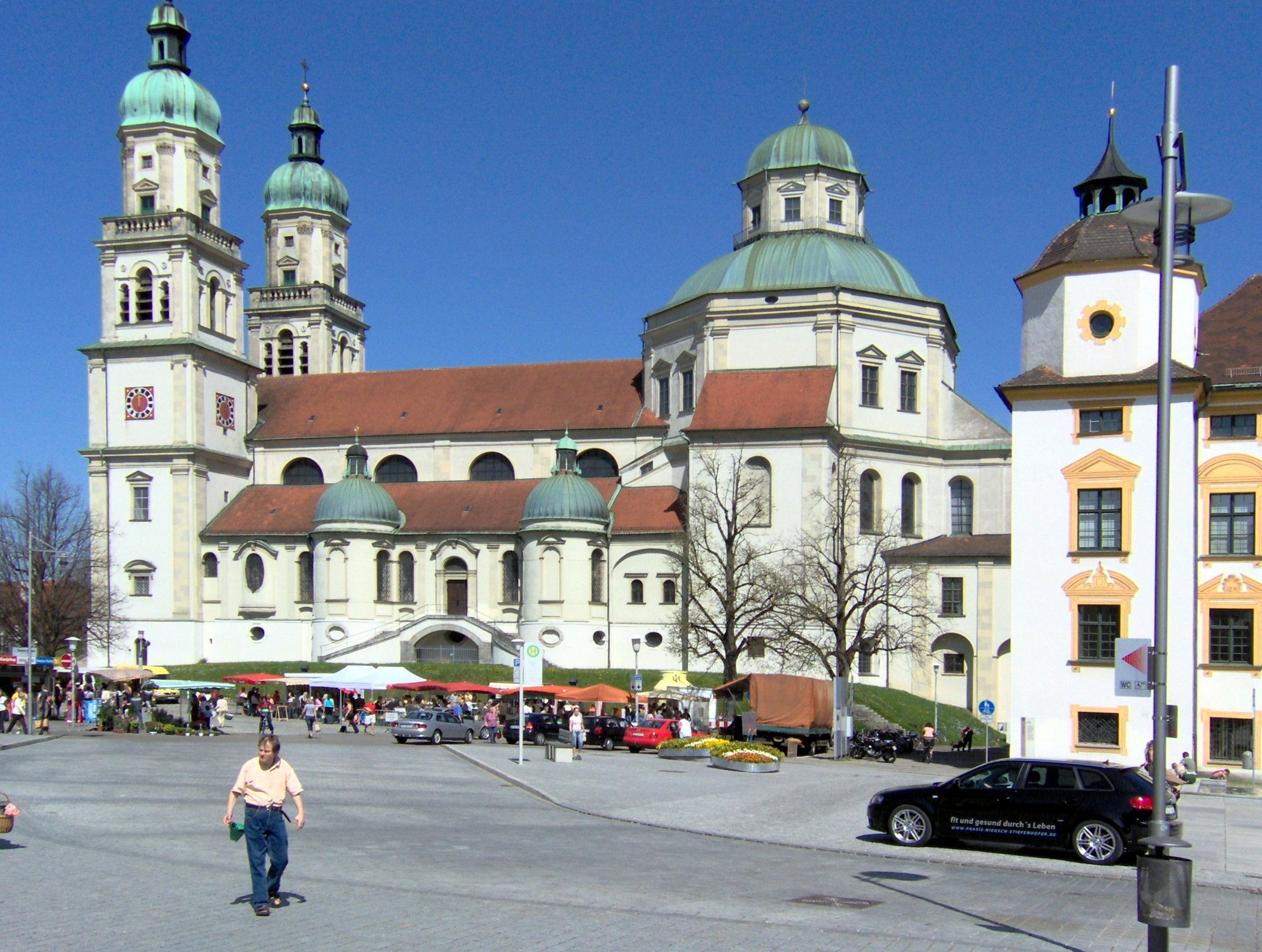
La basilica di San Lorenzo, attuale parrocchiale cittadina

- Ludwig Friedsamer von Rauns 940-941
- Egilbert von Richsluss 941
- Ulrich I von Dillingen 941-962
- Alexander Fordresser von Eck 962-972
- Giselfried I 972-983
- Rudolf I 983-993
- Stephan Taradur von Erbach 993-1012
- Eberhard I Hartensteiner von Wineden 1012-1013, † 1044
- Burkhard II 1013-1026
- Eberhard I Hartensteiner von Wineden 1026-1044 (per la seconda volta)
- Giselfried II Preitblath von Mühlhausen 1044-1048
- Landolf Reinstetter von Hoheneck 1048-1049
- Berthold I von Tannenfels 1049-1061
- Otenus 1061-1064
- Heinrich I Dornstich von Alt-Ravensburg 1064-1073
- Konrad II Neubrunner 1073-1075
- Adalbert II 1078-1089
- Eberhard II 1089-1092
- Ulrich II Lindagrun von Ochsenbach 1092-1094
- Eberhard III 1094-1105
- Mangold 1105-1109
- Hartmann 1109-1114

sede vacante
- Totto II von Crisheim 1125-1127
- Friedrich II Festenberger 1127-1138
- Friedrich III von Klingenstein 1138-1142
- Robert Konrad von Scheideck 1142-1144
- Eberhard IV 1144-1147
- Fredeloch Vorbürger von Helmstorff 1147-1150
- Friedrich IV von Helmishofen 1150-1155
- Adalbert III 1155-1164
- Hartmann II 1164-1166
- Lantfried II 1166-1185
- Berthold II Hochberger 1185-1197
- Heinrich II 1197- ?
- Werner von Kalbsangst ? -1208
- Rudolf II Wolfgang von Königsegg 1208-1213
- Heinrich III von Burtenbach 1213-1224
- Heinrich IV von Sömmerau 1224-1234
- Arnold 1234-1235
- Gebhard Orteck 1235-1237
- Friedrich V von Münster 1237-1239
- Theothun II Birkh von Felsberg 1239-1240
- Overger Randecker 1240-1242
- Hartmann III Mulegg 1242-1251
- Hugo 1251-1253
- Ulrich III Nordlinger 1253-1255
- Ruprecht I 1255-1268
- Eberhard IV Burgberger 1268-1270
- Rudolf III von Hoheneck 1270-1284
- Guido Ritzner 1284-1286
- Konrad III von Gundelfingen 1286-1302
- Hartmann IV von Rauns 1302-1315
- Wilhelm 1315-1320
- Heinrich V Unrein von Hirsendorf 1320-1331
- Burkhard III Bürck von Hasenweiler 1331-1346 insieme con
- Konrad IV 1333-1346 zusammen mit
- Gerwig I von Helmshofen 1333-1336
- Heinrich VI von Oberhofen 1346-1347
- Randger Feldeck von Roggenfurt 1347-1356 (primo principe-abate)
- Heinrich VII von Mittelsburg 1356-1382
- Friedrich V von Hirsdorf 1382-1405 insieme con
- Pilgrim I von Nordholz 1382-1386
- Friedrich VII von Laubenberg 1405-1434
- Pilgrim II von Wernau 1434-1451
- Gerwig II von Sulmentingen 1451-1460
- Johann I von Wernau 1460-1481
- Johann II von Rietheim 1481-1507
- Johann Rudolf von Raitenau 1507-1523
- Sebastian von Breitenstein 1523-1536
- Wolfgang von Grünenstein 1536-1557
- Georg von Gravenegg-Burchberg 1557-1571
- Eberhard V von Stein 1571-1584
- Adalbert IV von Hoheneck 1584-1587
- Johann Erhard Blarer von Wartensee 1587-1594
- Johann Adam Renner von Allmendingen 1594-1607
- Heinrich VIII von Ulm-Langenrhein 1607-1616
- Johann Eucharius von Wolffurth 1616-1631
- Johann Willibald Schenk von Castell 1631-1639
- Romanus Bernhard Christoph Giel von Gielsberg 1639-1673
- Bernhard Gustav Adolf von Baden-Durlach 1673-1677 (cardinale)
- Ruprecht II von Bodman 1678-1728
- Anselm Reichlin von Meldegg 1728-1747
- Engelbert von Syrgenstein 1747-1760
- Honorius Roth von Schreckenstein 1760-1785
- Ruprecht III von Neuenstein 1785-1793
- Castolus Reichlin von Meldegg-Amtezell 1793-1803